# Anthony Ujah
Anthony Ujah (ur. 14 października 1990 w Ugbokolo) – nigeryjski piłkarz występujący na pozycji napastnika.

## Kariera
Ujah karierę rozpoczynał w 2008 roku w zespole Warri Wolves. Grał tam przez dwa sezony. W 2010 roku przeszedł do norweskiego Lillestrøm SK. W Tippeligaen zadebiutował 14 marca 2010 roku w przegranym 0:3 pojedynku z Aalesunds FK. 21 marca 2010 roku w wygranym 2:0 spotkaniu z Tromsø IL strzelił pierwszego gola w Tippeligaen. W sezonie 2010 zajął 3. miejsce w klasyfikacji strzelców tej ligi. W ciągu dwóch sezonów w barwach Lillestrøm rozegrał 36 spotkań i zdobył 27 bramek.
W 2011 roku Ujah podpisał kontrakt z niemieckim FSV Mainz 05. W Bundeslidze zadebiutował 13 sierpnia 2011 roku w wygranym 2:1 spotkaniu z SC Freiburg. 4 listopada 2011 roku w wygranym 3:1 spotkaniu z VfB Stuttgart zdobył dwa gole, które były jego pierwszymi w Bundeslidze.
5 maja 2015 roku podpisał czteroletni kontrakt z Werderem Brema.